# 31238 Кромеріц
31238 Кромеріц (31238 Kromeriz) — астероїд головного поясу, відкритий 21 лютого 1998 року.
Тіссеранів параметр щодо Юпітера — 3,153.